# Counterbalance
Counterbalance is een muziekalbum van de Finse jazzmusicus Heikki Sarmanto met zijn kwintet. Het album is oorspronkelijk alleen verschenen op de Finse markt via het Finse filiaal van EMI. In 2008 kwam de compact disc-versie uit op het Amerikaanse jazzplatenlabel Porter Records. Het album is in dezelfde samenstelling opgenomen als A Boston Date, George Mraz is alleen vervangen door broer Pekka Sarmanto. De muziek is meer opgeschoven in de richting die Sarmanto later zou volgen; meer gestroomlijnde jazz annex jazzrock.

## Musici
- Juhani Aaltonen – dwarsfluit
- Lance Gunderson – gitaar
- Pekka Sarmanto – basgitaar
- Craig herndon – slagwerk
- Heikki Sarmanto – toetsinstrument Fender Rhodes

## Composities
1. Azure Skies (7:03) (van Gunderson)
2. Jai Guru Dev (7:11) (Heikki)
3. Counterbalance (9 :18) (Heikki)
4. Moonflower (8:07) (Heikki)
5. Seagull (6:18) (Heikki)
6. Wolf (4:53) (Heikki)